# Ms. Marvel (televisieserie)
Ms. Marvel is een Amerikaanse superheldenserie geschreven door Bisha K. Ali voor de streamingdienst Disney+, gebaseerd op het Marvel Comics-personage Kamala Khan / Ms. Marvel geschreven door Adrian Alphona en G. Willow Wilson. De serie ging op 8 juni 2022 van start op Disney+.
Iman Vellani speelt de rol van het titelpersonage Kamala Khan / Ms. Marvel. De andere rollen worden gespeeld door Matt Lintz, Yasmeen Fletcher, Zenobia Shroff, Mohan Kapur, Saagar Shaikh, Rish Shah, Laurel Marsden, Nimra Bucha, Fawad Khan, Arian Moayed, Alysia Reiner, Laith Nakli en Aramis Knight. De serie wordt geproduceerd door Marvel Studios en is deel van fase vier van het Marvel Cinematic Universe. Regisseurs zijn onder meer Adil El Arbi en Bilall Fallah.
Het titelpersonage gaat een toekomstige verschijning maken in de film The Marvels.

## Rolverdeling
| Acteur / Actrice                   | Personage                      | Notitie | Seizoen     | Seizoen |
| Acteur / Actrice                   | Personage                      | Notitie | 1           |         |
| ---------------------------------- | ------------------------------ | --- | ----------- | ------- |
| Iman Vellani                       | Kamala Khan / Ms. Marvel       | Een 16-jarige Pakistaanse moslima uit Jersey City die eigen fan-fictie schrijft over superhelden. Haar fan-ficties gaan vooral over Captain Marvel en eigen gedaante verwisselende krachten. | Hoofdrol    |         |
| Matt Lintz                         | Bruno Carrelli                 | Kamala's beste vriend en techniek klasgenoot. | Hoofdrol    |         |
| Zenobia Shroff                     | Muneeba Khan                   | Kamala's moeder en de vrouw van Yusuf. | Hoofdrol    |         |
| Rish Shah                          | Kamran                         | Een nieuwe leerling op de school van Kamala Khan, en tevens ook de zoon van Najma. | Hoofdrol    |         |
| Yasmeen Fletcher                   | Nakia Bahadir                  | Kamala's beste vriendin. | Hoofdrol    |         |
| Mohan Kapur                        | Yusuf Khan                     | Kamala's vader en de man van Muneeba. | Hoofdrol    |         |
| Saagar Shaikh                      | Aamir Khan                     | Kamala's oudere broer. | Hoofdrol    |         |
| Samina Ahmed                       | Sana Ali                       | De moeder van Muneeba Khan en grootmoeder van Aamir Khan en Kamala Khan. | Terugkerend |         |
| Nimra Bucha                        | Najma                          | De leider van de Clan Destine en de moeder van Kamran. | Terugkerend |         |
| Alysia Reiner                      | Agent Sadie Deever             | Een agent van Damage Control. | Terugkerend |         |
| Anjali Bhimani                     | Auntie Ruby                    | De manager at "Saeed Fashions". | Terugkerend |         |
| Sophia Mahmud                      | Auntie Zara                    | De tante van Kamala Khan. | Terugkerend |         |
| Mehwish Hayat                      | Aisha                          | De overgrootmoeder van Kamala Khan. | Terugkerend |         |
| Laurel Marsden                     | Zoe Zimmer                     | Kamala's vriendin en klasgenoot. | Terugkerend |         |
| Arian Moayed                       | Agent P. Cleary                | Een agent van Damage Control, die onderzoek deed naar de betrokkenheid van Spider-Man bij de dood van Quentin Beck in de film Spider-Man: No Way Home uit 2022.                              | Terugkerend |         |
| Azhar Usman                        | Najaf                          | De eigenaar van een halal foodtruck in Jersey City. | Terugkerend |         |
| Travina Springer                   | Tyesha Hillman                 | Kamala's stiefzus en verloofde van Aamir Khan. | Terugkerend |         |
| Jordan Firstman                    | Mr. Gabe Wilson Jr.            | De directeur van de middelbare school van Kamala Khan. | Terugkerend |         |
| Laith Nakli                        | Sheikh Abdullah                | Kamala's mentor in de moskee. | Terugkerend |         |
| Aramis Knight                      | Kareem / Red Dagger            | Een superheld, die lid is van de Red Daggers en gekozen om de krijger mantel van de Red Dagger te dragen.                                                                                    | Terugkerend |         |
| Adaku Ononogbo                     | Fariha                         | Een lid van de Clan Destine. | Terugkerend |         |
| Ali Alsaleh                        | Aadam                          | Een lid van de Clan Destine. | Terugkerend |         |
| Dan Carter                         | Saleem                         | Een lid van de Clan Destine. | Terugkerend |         |
| Matthew J. Vasquez                 | Miguel                         | Een leerling op de school van Kamala Khan. | Terugkerend |         |
| Iyad Hajjaj                        | Uncle Rasheed                  | De beste vriend van Yusuf Khan. | Terugkerend |         |
| Nic Starr                          | Mr. Hillman                    | De vader van Tyesha Hillman. | Terugkerend |         |
| Tonia Jackson                      | Mrs. Hillman                   | De moeder van Tyesha Hillman. | Terugkerend |         |
| Fawad Khan                         | Hasan                          | De man van Aisha en de vader van Sana Ali. | Terugkerend |         |
| Asfandyar Khan                     | Owais                          | Een neef van Kamala Khan die woont in Karachi, Pakistan. | Terugkerend |         |
| Vardah Aziz                        | Zainab                         | Een nicht van Kamala Khan die woont in Karachi, Pakistan. | Terugkerend |         |
| Farhan Akhtar                      | Waleed                         | De leider van de Red Daggers. | Bijrol      |         |
| Randy Havens                       | Driving Instructor             | De rij-instructeur van Kamala Khan. | Gastrol     |         |
| Ishan Gandhi                       | Hameed                         | Een jongen die wordt gered van een val door Kamala Khan. | Gastrol     |         |
| Nandini Minocha                    | Auntie Humaira                 | Een vriendin van Muneeba Khan. | Gastrol     |         |
| Sakina Jaffrrey                    | Auntie Shirin                  | Een vriendin van Muneeba Khan. | Gastrol     |         |
| Jordan Preston Carter              | Gabe Hillman                   | Het broertje van Tyesha Hillman. | Gastrol     |         |
| Anjana Ghogar                      | Auntie Rukhsana                | Een vriendin van Muneeba Khan die woont in Karachi, Pakistan. | Gastrol     |         |
| Shyam Annabathula Bilal Dar (stem) | Rohan                          | Een bewoner van het Bombay dorp en buurman van Hasan. | Gastrol     |         |
| Neil Dickson (stem)                | Radio Aankondiger              | De stem die te horen is over de radio waar Hasan naar luistert. | Gastrol     |         |
| Ethan McDowell                     | Agent Barrie                   | Een agent van Damage Control. | Gastrol     |         |
| G. Willow Wilson                   | Haarzelf                       | G. Willow Wilson heeft meegewerkt aan het maken van de Ms. Marvel Marvel Comics. | Gastrol     |         |
| Brie Larson                        | Carol Danvers / Captain Marvel | Een kosmische superheldin. | Gastrol     |         |

## Afleveringen
| Nr. | Titel          | Regisseur                    | Schrijver(s)                                                              | Releasedatum |
| --- | -------------- | ---------------------------- | ------------------------------------------------------------------------- | ------------ |
| 1   | Generation Why | Adil El Arbi & Bilall Fallah | Bisha K. Ali, Kate Gritmon, Will Dunn, Aisha Bhoori, Sophie Miller        | 8 juni 2022  |
| 2   | Crushed        | Meera Menon                  | Bisha K. Ali, Kate Gritmon, Will Dunn, Aisha Bhoori, Sophie Miller        | 15 juni 2022 |
| 3   | Destined       | Meera Menon                  | Bisha K. Ali, Kate Gritmon, Freddy Syborn, A.C. Bradley, Matthew Chauncey | 22 juni 2022 |
| 4   | Seeing Red     | Sharmeen Obaid-Chinoy        | Bisha K. Ali, Sabir Pirzada, A.C. Bradley, Matthew Chauncey               | 29 juni 2022 |
| 5   | Time and Again | Sharmeen Obaid-Chinoy        | Bisha K. Ali, Fatimah Asghar                                              | 6 juli 2022  |
| 6   | No Normal      | Adil El Arbi & Bilall Fallah | Bisha K. Ali, Will Dunn, A.C. Bradley, Matthew Chauncey                   | 13 juli 2022 |

## Productie
Joe Quesada, een medewerker van Marvel Studios, maakte in 2016 bekend dat er plannen waren voor een serie of film over het strippersonage Kamala Khan/Ms. Marvel gezien de grote populariteit van dit personage onder striplezers. In 2018 werd duidelijk dat binnen het kader van Marvel Cinematic Universe inderdaad een dergelijk project in productie zou worden genomen. Het werd een vervolg op de film Captain Marvel uit 2019 en zou de vorm krijgen van een televisieserie voor de streamingdienst Disney+. Bisha K. Ali zou de hoofdschrijver zijn en Sana Amanat de uitvoerend producent.
De opnames van de serie begonnen in 2020 in de Trilith Studios in Atlanta (Georgia). Carmen Cabana was de cinematograaf.
De eerste beelden van de serie werden getoond op de Disney's Investor Day in december 2020. Er waren beelden te zien van achter de schermen en van de auditie van Vellani (in 2020) voor de rol van Kamala Khan.